# Plectrurus canaricus
Espèce
Synonymes
- Silybura canarica Beddome, 1870

Statut de conservation UICN

 DD  : Données insuffisantes
Plectrurus canaricus est une espèce de serpents de la famille des Uropeltidae.

## Répartition
Cette espèce est endémique du sud des Ghats occidentaux en Inde. On la trouve a une altitude allant de 1 000 à 1 800 m.

## Publication originale
- Beddome, 1870 : Descriptions of new reptiles from the Madras Presidency. Madras Monthly Journal of Medical Science, vol. 2, p. 169-176.